# ニコ・ブンガート
ニコ・ブンガート（Niko Bungert 、1986年10月24日 - ）は西ドイツ・ボーフム出身の元サッカー選手。現役時代のポジションは、ディフェンダー。
2024年8月、マルティン・シュミットの後任として1.FSVマインツ05のスポーツディレクターに就任した。